# 737 (číslo)
Sedm set třicet sedm je přirozené číslo. Následuje po čísle sedm set třicet šest a předchází číslu sedm set třicet osm. Římskými číslicemi se zapisuje DCCXXXVII a řeckými číslicemi ψλζ.

## Matematika
737 je:
- Deficientní číslo
- Poloprvočíslo
- Nešťastné číslo

## Astronomie
- (737) Arequipa je planetka hlavního pásu, kterou objevil v roce 1912 Joel Hastings Metcalf

## Roky
- 737
- 737 př. n. l.